# Menschenkette

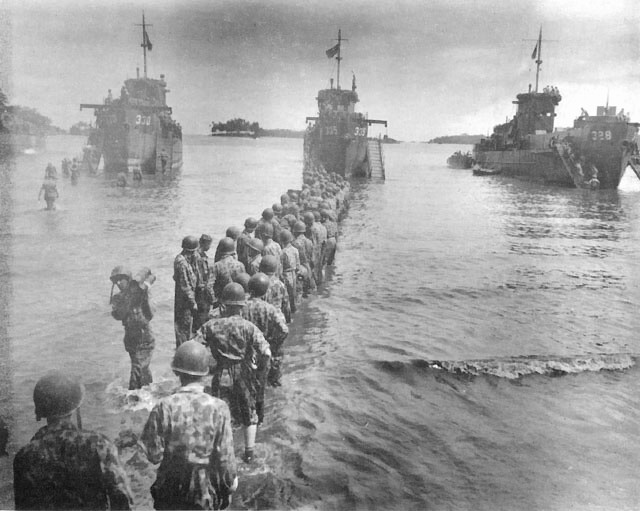
Soldaten entladen ein Schiff per Menschenkette

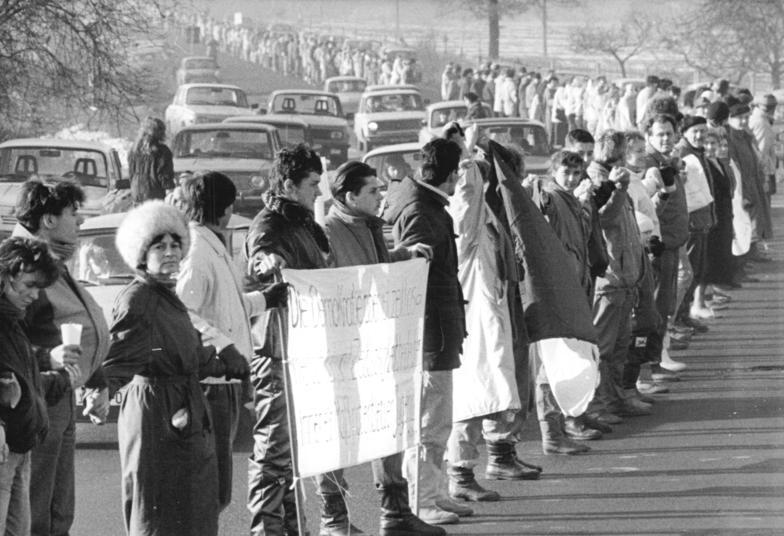
Menschenkette als Demonstration, 1989 in Dresden

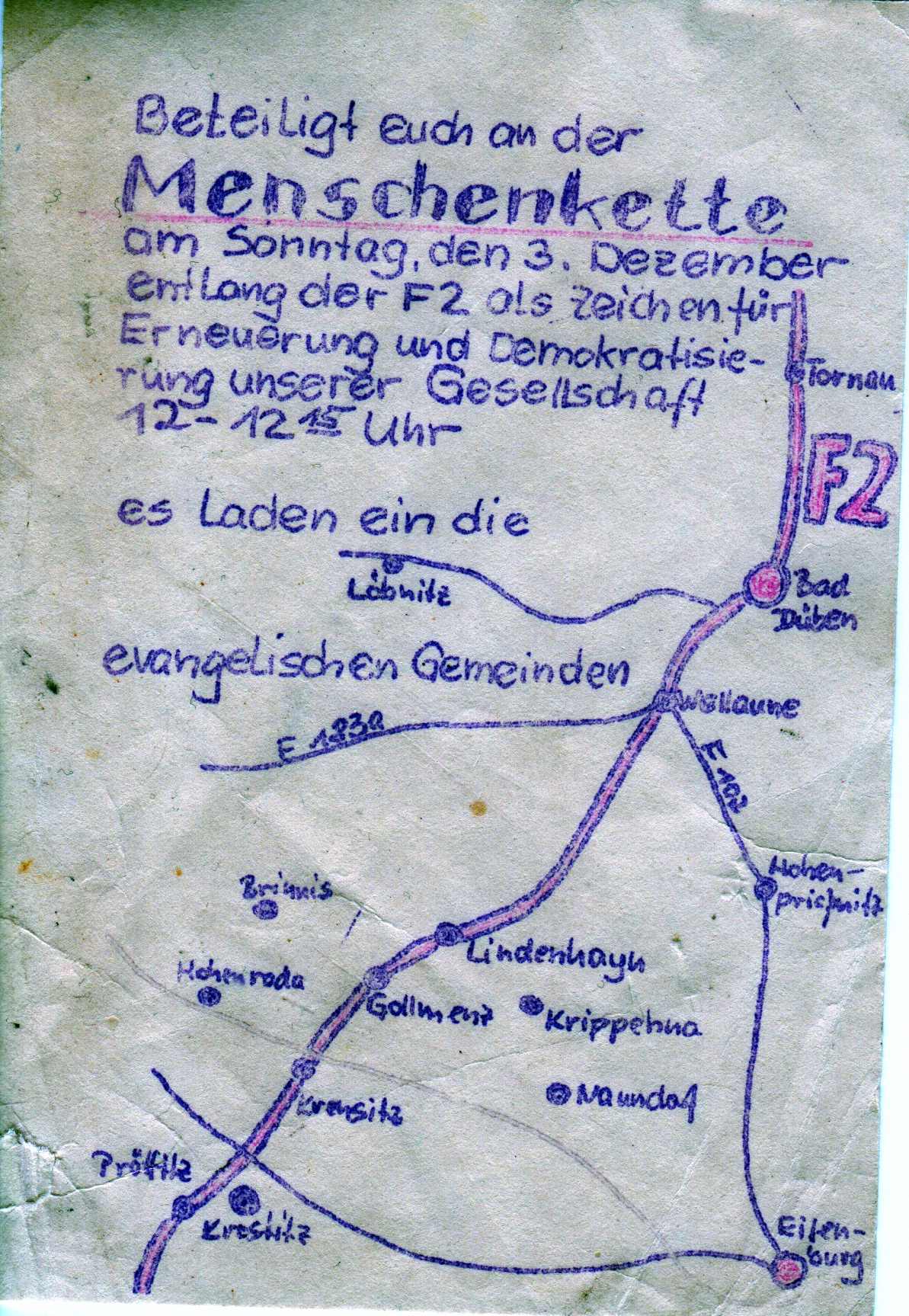
Aufruf zur Menschenkette am 3. Dezember 1989 bei Bad Düben

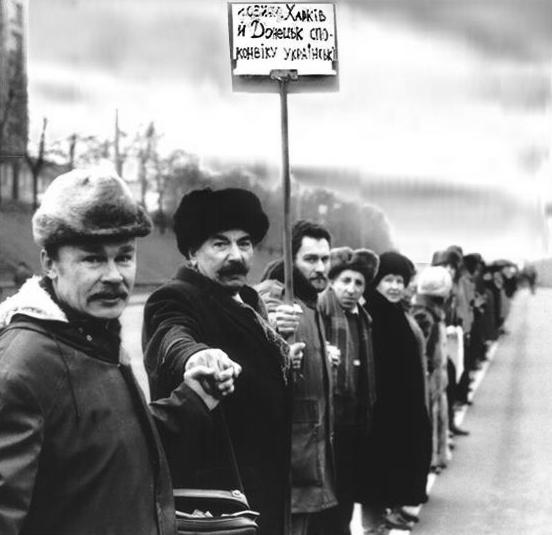
Leute aus Donezk bilden am 21. Januar 1990 eine Menschenkette für die Unabhängigkeit der Ukraine von der Sowjetunion

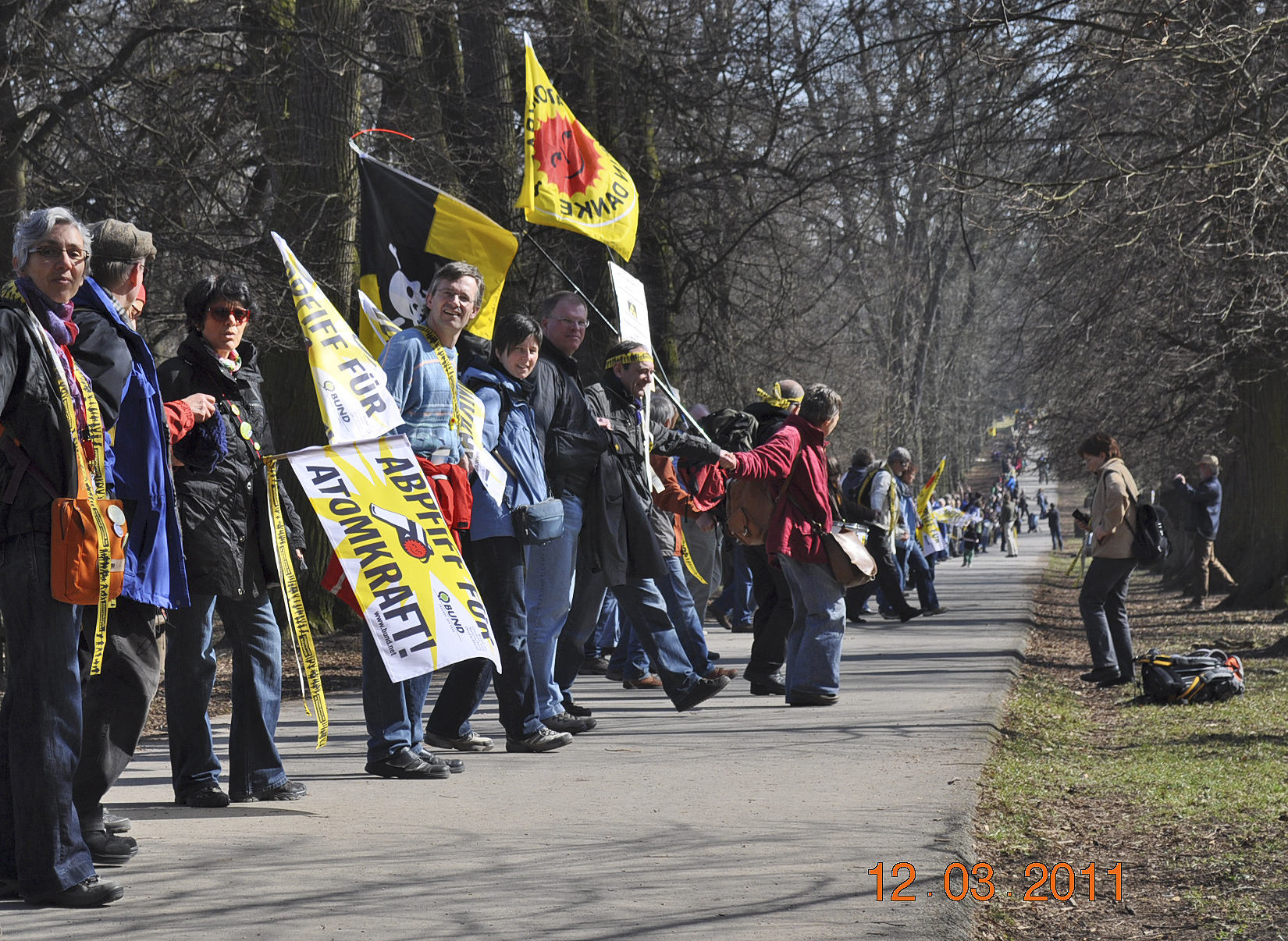
Menschenkette gegen Atomkraft am 12. März 2011 zwischen Stuttgart und AKW Neckarwestheim

Als Menschenkette wird eine Reihe von vielen Menschen bezeichnet, die im Gegensatz zur Warteschlange aktiv zur Verrichtung einer besonderen Aufgabe oder zur Demonstration eines politischen Willens gebildet wird. Hierbei wird sich oft die Hand gegeben oder als Symbol der Verbundenheit und Solidarität die Hände des Nachbarn, der Nachbarin gehalten.
Die Bildung einer Menschenkette kann sich auch auf die Weitergabe von Gegenständen beschränken, wie z. B. Wassereimern bei einem Brand (dann wird sie als Eimerkette bezeichnet), Sandsäcken bei Hochwasser oder verschiedensten Dingen im Spiel.
Menschenketten als Demonstrationsform spannen dabei oft eine große Entfernung zwischen verschiedenen Orten oder einen Ring um einen Ort. Eine der größten Menschenketten war der Baltische Weg: Etwa zwei Millionen Menschen spannten im August 1989 eine Kette über 600 Kilometer in den nach Unabhängigkeit strebenden baltischen Sowjetrepubliken Estland, Lettland und Litauen. Am 21. Januar 1990 schlossen sich nach Angaben der Organisatoren rund drei Millionen Ukrainer zwischen Iwano-Frankiwsk, Lwiw und Kiew zusammen, um für die Unabhängigkeit der Ukraine von der Sowjetunion zu demonstrieren.

## Beispiele
| Datum              | Ereignis                                 | Ort | Anzahl der Teilnehmer                                                                     | Zweck |
| ------------------ | ---------------------------------------- | --- | ----------------------------------------------------------------------------------------- | --- |
| 1983               |                                          | Berkshire, England                                                                                                | 40.000–80.000                                                                             | Gegen die Stationierung US-amerikanischer nuklearer Mittelstreckenraketen in der Bundesrepublik Deutschland. |
| 22. Oktober 1983   | Menschenkette von Stuttgart nach Neu-Ulm | von Stuttgart nach Neu-Ulm                                                                                        | vermutlich über 400.000                                                                   | Protest gegen die „Nachrüstung“ gemäß NATO-Doppelbeschluss. An diesem Tag protestieren in Deutschland insgesamt ca. 1,3 Millionen Menschen im Rahmen der Friedensbewegung.                                                                        |
| 1984               | 33 km lange Fackelkette                  | Gelände des geplanten Tagebaus Garzweiler                                                                         | 4.300                                                                                     | Protest gegen die Planung des Tagebaus Garzweiler |
| 23. August 1989    | Baltischer Weg                           | Baltikum (von Tallinn bis Vilnius)                                                                                | 2.000.000                                                                                 | Zum Jahrestag des deutsch-sowjetischen Nichtangriffspakts für die Unabhängigkeit Estlands, Lettlands und Litauens; am 23. August 1991 wiederholt.                                                                                                 |
| 3. Dezember 1989   |                                          | DDR | ca. 2.000.000                                                                             | „Erneuerung und Demokratisierung unserer Gesellschaft – Ein Licht für unser Land“ |
| 21. Januar 1990    | Tag der ukrainischen Einheit             | Ukraine | 450.000 (nach Angaben der sowjetischen Miliz); 3.000.000 (nach Angaben der Organisatoren) | Demonstration als Symbol für die Einheit des ukrainischen Volkes im Osten und Westen der Ukraine und für die Unabhängigkeit der Ukraine von der Sowjetunion.                                                                                      |
| 6. Dezember 1992   | Münchner Lichterkette                    | Deutschland | > 400.000                                                                                 | Großdemonstration gegen Fremdenfeindlichkeit in München |
| 14. Januar 1997    | Band der Solidarität                     | Deutschland | ca. 220.000                                                                               | Eine 93,1 km lange Menschenkette zieht sich von Neukirchen-Vluyn bis Lünen quer durch das Ruhrgebiet. Bergleute aus den Revieren des Ruhrgebiets, Saarlandes und Ibbenbüren demonstrierten gegen das Ende des Steinkohlenbergbaus in Deutschland. |
| 2000               | Latin American Jubilee 2000              | Deutschland | 50.000                                                                                    | Für den Schuldenerlass für Entwicklungsländer. |
| 29. März 2003      | Irakkrieg                                | Von Osnabrück nach Münster                                                                                        | 40.000                                                                                    | Friedenskette zwischen den historischen Rathäusern Osnabrück und Münster anlässlich des Irakkriegs. |
| 28. Februar 2004   | 228-Hand-in-Hand-Kundgebung              | Von Keelung bis an die Südspitze Taiwans (ca. 500 km)                                                             | über 1.000.000 (über 2.000.000 laut Organisatoren)                                        | Zur Erinnerung an den Zwischenfall vom 28. Februar 1947 und als Protest gegen die Bedrohung Taiwans (Republik China) durch Raketen der Volksrepublik China.                                                                                       |
| 25. Juli 2004      |                                          | von Gush Katif (einer Ansammlung israelischer Siedlungen im Gazastreifen) bis zur Klagemauer in Jerusalem (90 km) | 130.000 (laut Angaben der Polizei); 200.000 (laut Organisatoren)                          | Als Protest gegen den Plan des israelischen Ministerpräsidenten Ariel Scharon zum Abriss jüdischer Siedlungen im Gazastreifen. |
| 24. April 2010     | KETTENreAKTION!                          | von Krümmel bis Brunsbüttel                                                                                       | über 100.000                                                                              | Zwei Tage vor dem Jahrestag von Tschernobyl, Protest gegen eine mögliche Verlängerung der Laufzeiten von deutschen Atomkraftwerken durch die Bundesregierung                                                                                      |
| 9. Oktober 2010    | KettenreAktion Bayern                    | München, „CSU Landesleitung“ bis zum „Bayerisches Staatsministerium für Umwelt und Gesundheit“                    | über 25.000 (50.000 laut Organisatoren)                                                   | Protest gegen die Verlängerung der Laufzeiten von Atomkraftwerken |
| 12. März 2011      | Anti-Atom-Menschenkette                  | von Neckarwestheim bis Stuttgart                                                                                  | 60.000                                                                                    | Protest gegen die Laufzeitverlängerung durch die Bundesregierung unter dem Motto „Atomausstieg in die Hand nehmen“. Zufällig genau einen Tag nach Beginn der Nuklearkatastrophe von Fukushima.                                                    |
| 11. September 2013 | Via Catalana                             | von Le Perthus bis Alcanar                                                                                        | vermutlich über 1 Million                                                                 | Demonstration für die Unabhängigkeit Kataloniens |
| 25. Juni 2017      | Stop Tihange                             | Dreiländereck im belgischen Grenzgebiet über Maastricht bis Aachen                                                | Etwa 50.000                                                                               | Wegen der Sorge um die Sicherheit der Atomkraftwerke Tihange und Doel aufgrund tausender Risse gehen Bürgerinnen und Bürger der drei Staaten für einen möglichst sofortigen Atomausstieg dort auf die Straße.                                     |
| 23. August 2019    | Proteste in Hongkong 2019                | Hongkong | Geschätzt 200.000                                                                         | In Erinnerung an die Freiheitsbewegung im Baltikum eine 60 Kilometer lange Menschenkette in Hongkong, um an die weiterhaltung der Demokratie und Meinungsfreiheit in Hongkong zu appellieren                                                      |